# Norton le Moors
Norton le Moors – wieś w Anglii, w hrabstwie Staffordshire. Leży 29 km na północ od miasta Stafford i 222 km na północny zachód od Londynu.